# Natalia LL
Natalia Lach-Lachowicz (Żywiec, 18 de abril de 1937-12 de agosto de 2022) conocida como Natalia LL, fue una artista conceptualista polaca. Su trabajo se desarrolló a través de la pintura, la instalación, la fotografía, el dibujo, la performance y el videoarte. Ha sido descrita como "una pionera en la creación de imágenes de vanguardia feminista de principios de la década de 1970".

## Biografía
Natalia Lach-Lachowicz vivió en Bielsko-Biała entre 1946 a 1956, en donde terminó la educación básica y secundaria. De 1957 a 1963, estudió en el Colegio Estatal de Bellas Artes (hoy en día, la Academia de Bellas Artes Eugeniusz Geppert) en Breslavia, bajo la supervisión del profesor S. Dawski, en donde completó su maestría. Empezó a tomar fotografías en 1960 como requisito previo para un curso impartido por el profesor Bronisław Kupiec durante su tercer año de estudios. Fue un curso introductorio que se centró en los conceptos básicos de la fotografía como un método auxiliar para el diseño de vidrios y gráficos.
Con el tiempo entendió que la disciplina le brindaba una oportunidad de creación visual, muy diferente a los gráficos o la pintura. Al respecto, declaró que le "pareció que la fotografía nos permite cambiar la realidad ordinaria y banal en un evento único y misterioso, un fenómeno. Estoy segura de que mis actividades fotográficas fueron un intento de encontrar singularidad y originalidad en el mundo.
En 1964, recibió el Diploma de la Association of Polish Art Photographers, (ZPAF). Empezó a interesarse por el conceptualismo a fines de la década de 1960, después de experimentar con las llamadas fotografías de "geografía facial", fragmentos de una cara con un tamaño más grande que en la vida real.
En 1970, junto con Zbigniew Dłubak, Andrzej Lachowicz y Antoni Dzieduszycki, cofundó el grupo y la galería Permafo, en Wrocław, que funcionó hasta 1981 y que fue uno de los eslabones más importantes de los fotomedios artísticos en Polonia. Sus actividades "acentuaban los límites indefinidos del arte, su continuidad, parecida a los fenómenos de la vida cotidiana y las situaciones artísticas, eran documentadas por la fotografía y el cine". Esa asociación produjo algunos de los artistas más importantes del arte conceptual en Polonia.
Desde 1975 participó en el movimiento internacional de arte feminista y ha participado en varios simposios y exposiciones. 
A partir de 2004 empezó a trabajar como profesora principal en la Universidad de Bellas Artes de Poznań.

## Trabajo
La serie Consumer Art y Post Consumer Art (1972–1975) consiste en fotografías y películas que plantean preguntas sobre la representación común de las mujeres en la pornografía. Estos trabajos, consistentes en dos series de fotografías y películas en blanco y negro y en color, muestran retratos de mujeres consumiendo diversos productos variados: bananas, salchichas o gelatina.
En abril de 2019, la serie Consumer Art fue censurada y retirada de la colección del Museo Nacional de Varsovia por órdenes de su director Jerzy Miziolek. El director del museo fundamentó su decisión declarando que, aparentemente, parte del público se quejó y que se “opone a mostrar obras que podrían irritar a los jóvenes sensibles”.

## Publicaciones
- Ópera Omnia. Wrocław: Ośrodek Kultury i Sztuki we Wrocławiu, 2009. ISBN 978-84-87104-84-8

## Premios
- Medalla de plata, Medalla al mérito de la cultura - Gloria Artis, del Ministerio de Cultura y Patrimonio Nacional, Polonia, 2007.[8]

## Exposiciones

### Exposiciones colectivas
- Rebelle: Arte y feminismo 1969-2009, Museum voor Moderne Kunst, Arnhem, Países Bajos, 2009.[9]

## Photo gallery

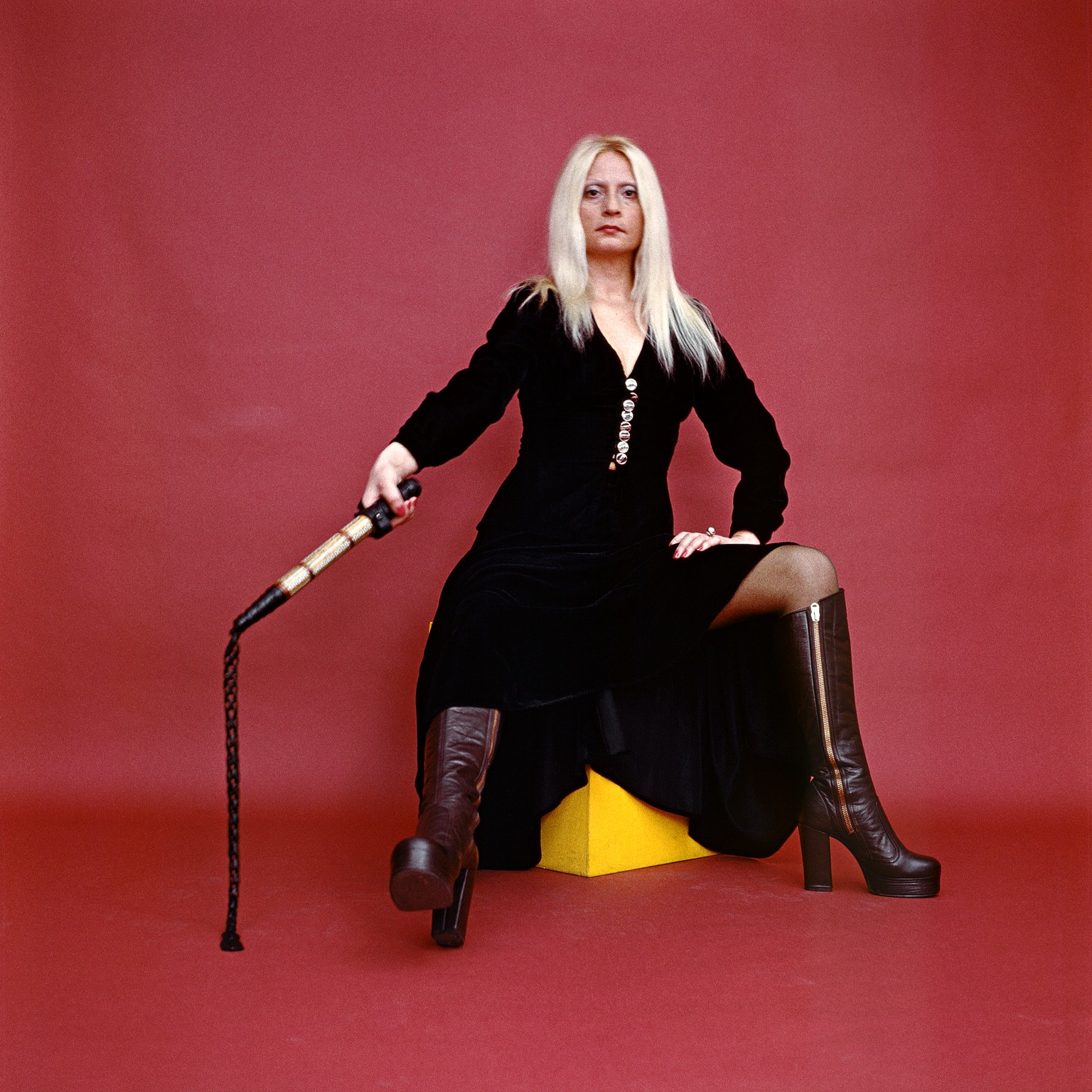
Aksamitny terror, 1970
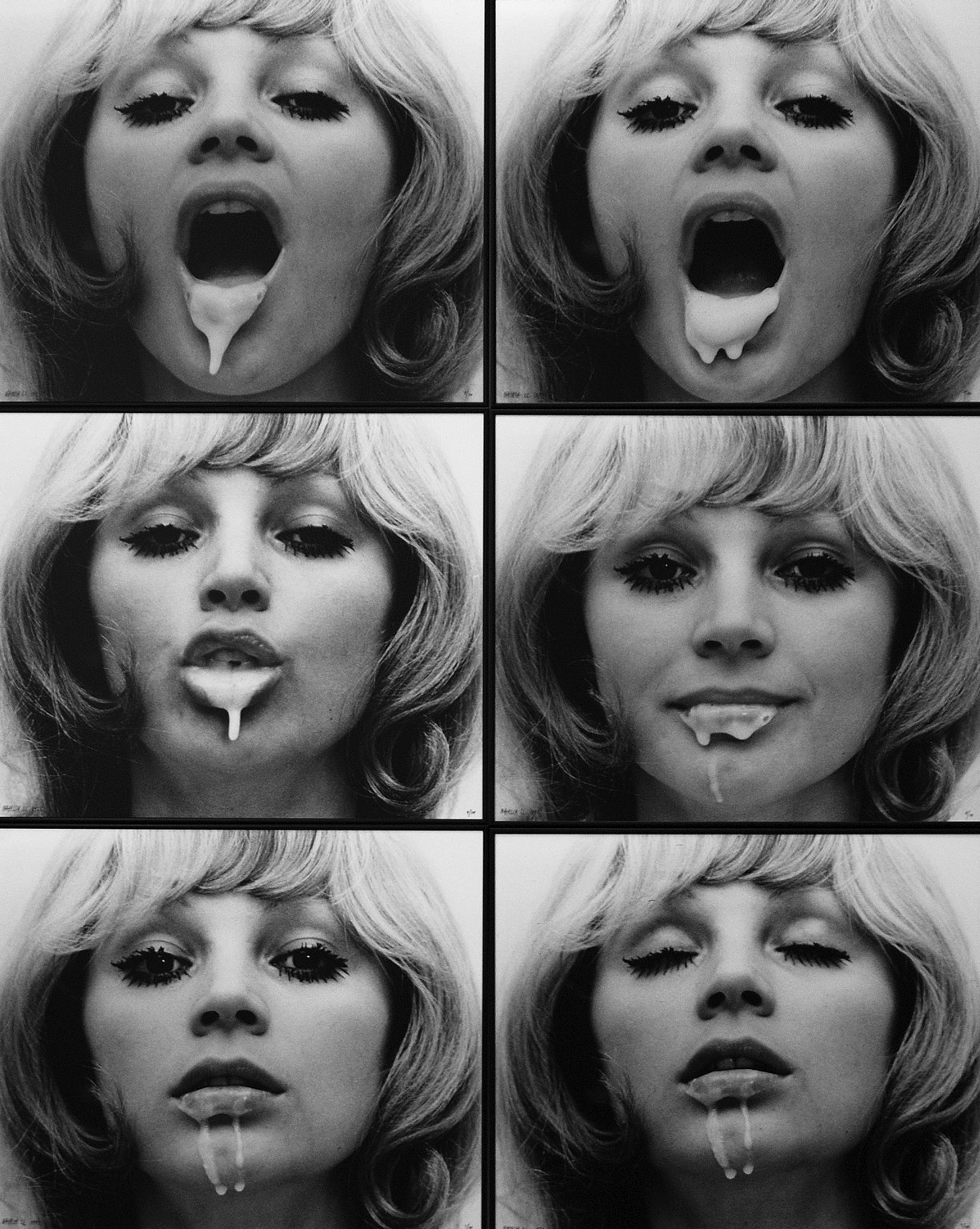
Postconsumerart, 1975
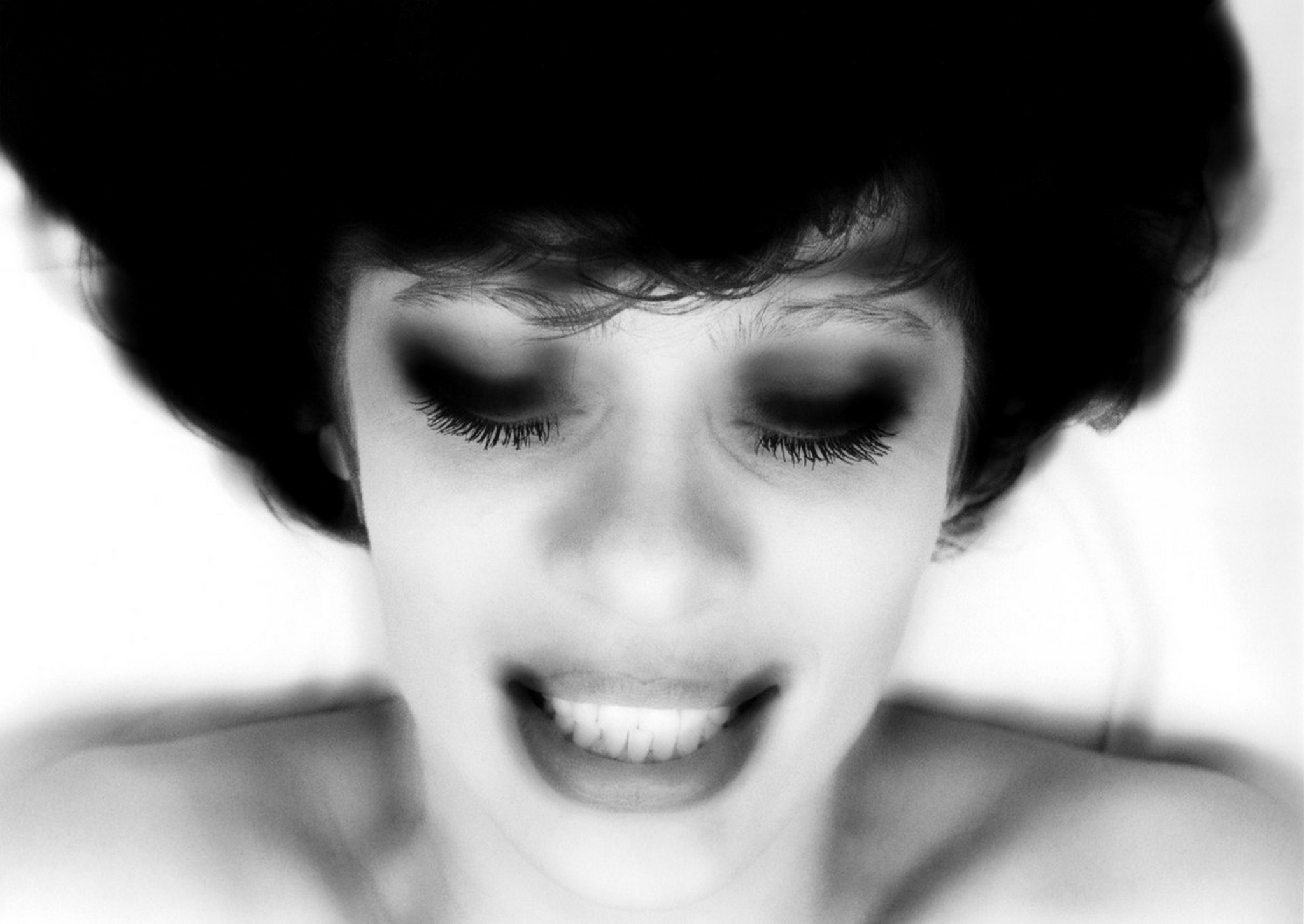
Śnienie, 1978
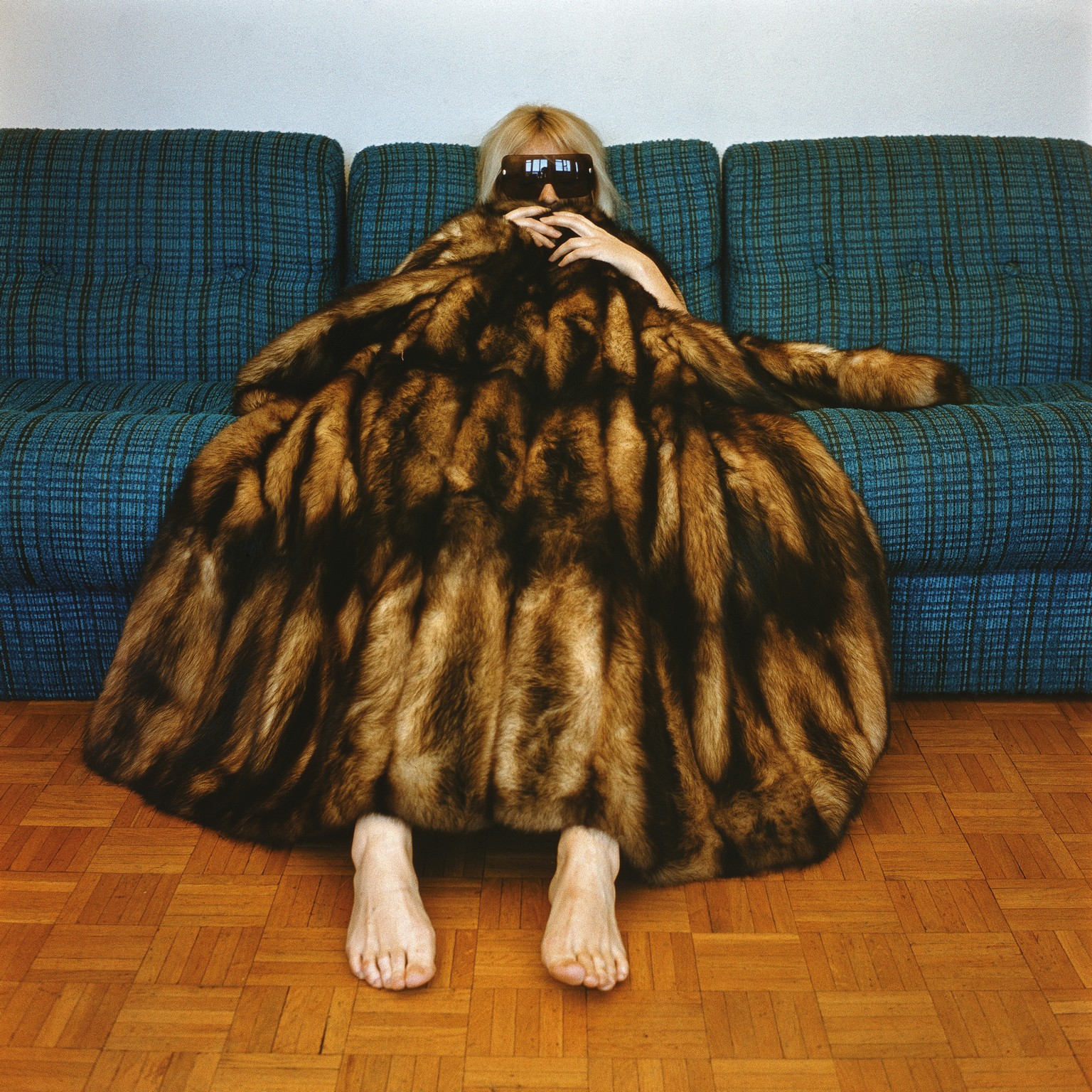
Sztuka zwierzęca / Animal Art, 1978
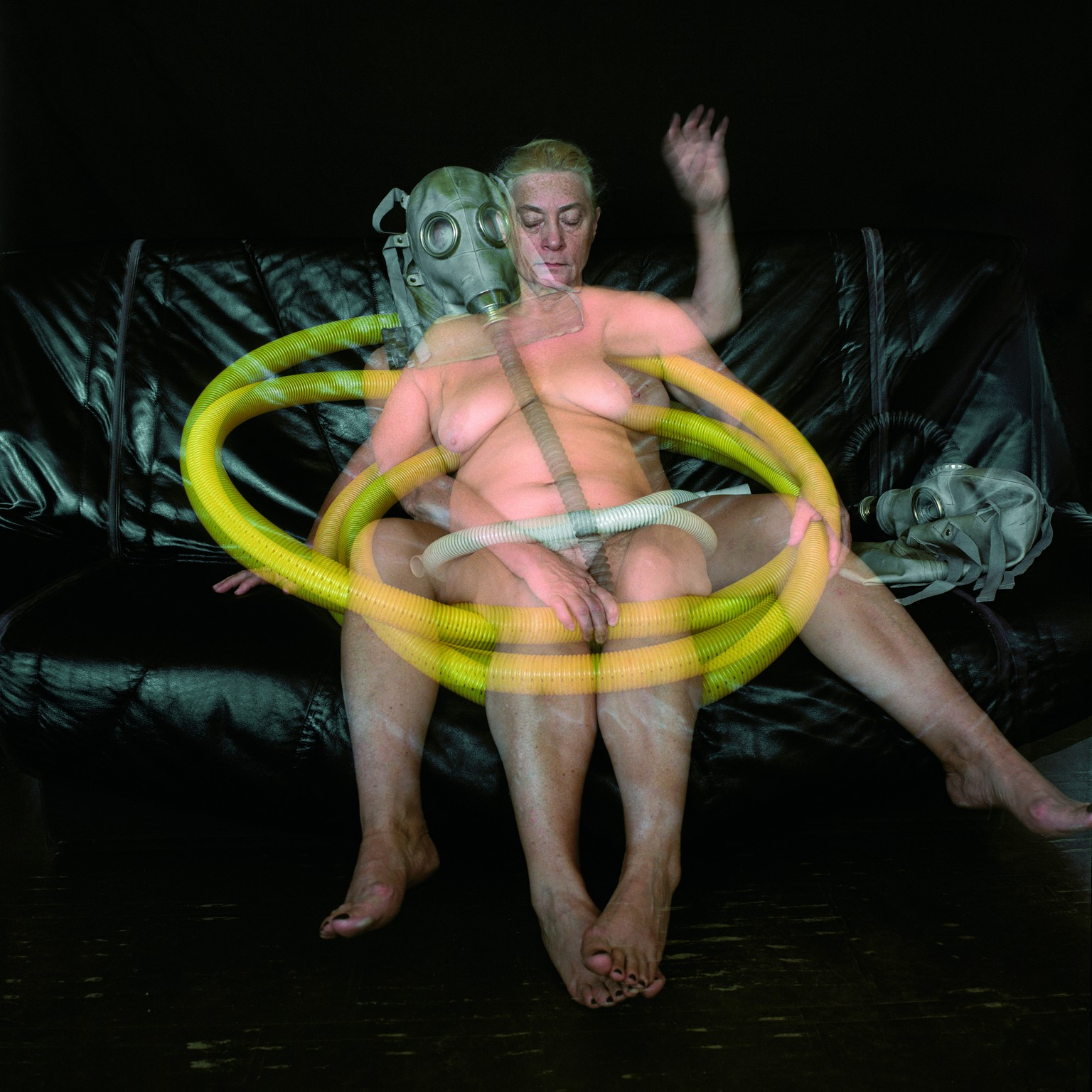
Erotyzm trwogi, 2004